# کریستین لارسن (شناگر موزون)
کریستین لارسن (انگلیسی: Christine Larsen؛ زادهٔ ۱۵ دسامبر ۱۹۶۷) شناگر موزون اهل کانادا بود.